# Hipoteka
Hipoteka (z gr. ὑποθήκη) – ograniczone prawo rzeczowe ustanawiane na rzeczach (w Polsce wyłącznie na nieruchomościach i statkach morskich wpisanych do rejestru okrętowego) oraz na wybranych prawach (własnościowe spółdzielcze prawo do lokalu, wierzytelność zabezpieczona hipotecznie), służące zabezpieczeniu wierzytelności wynikającej z oznaczonego stosunku prawnego (zwykle kredytu hipotecznego), na mocy którego wierzyciel może dochodzić zaspokojenia z nieruchomości, z pierwszeństwem przed wierzycielami osobistymi każdoczesnego właściciela nieruchomości.
Oznacza to, iż zbycie nieruchomości przez dłużnika nie narusza prawa wierzyciela hipotecznego – może on dochodzić zaspokojenia od kogokolwiek, kto stanie się właścicielem lub użytkownikiem wieczystym nieruchomości. Wierzyciel rzeczowy może dochodzić zaspokojenia z nieruchomości przed wierzycielami osobistymi właściciela nieruchomości.
Uprawniony z tytułu hipoteki to wierzyciel hipoteczny, natomiast właściciela nieruchomości obciążonej określa się mianem dłużnika hipotecznego.
Hipoteka zabezpiecza jedną lub więcej wierzytelności, wynikających lub mogących wynikać z określonego stosunku prawnego. Wyjątkowo może zabezpieczać wierzytelności wynikające z więcej niż jednego stosunku, gdy służy zabezpieczeniu finansowania jednego przedsięwzięcia przez kilku wierzycieli.

## Hipoteka w Polsce

### Geneza hipoteki
Historycy zidentyfikowali w Polsce dokumenty hipoteki już dla XIV wieku. Formalnie dzieje polskiej hipoteki rozpoczyna konstytucja sejmowa z roku 1588 o ważności zapisów. Ustalała ona, że pierwszeństwo przysługuje roszczeniu tego wierzyciela, który ma wcześniejszą, a w sposób właściwy zapisaną hipotekę na jakichś dobrach. Co ciekawe, Niemcy poza miastami nie znały nawet ksiąg hipotecznych aż po wiek XVIII.

### Powstanie hipoteki
Hipoteka może być ustanowiona w drodze czynności prawnej lub na podstawie orzeczenia sądu lub decyzji odpowiedniego organu podatkowego – Urzędu Skarbowego, ZUS, KRUS (w tym także w formie doręczonej decyzji nieostatecznej). Hipoteka powstaje dopiero z chwilą wpisu do księgi wieczystej – wpis ten ma więc charakter konstytutywny. Hipotekę ujawnia się w dziale IV księgi wieczystej.

#### Hipoteka umowna
Podstawą wpisu hipoteki do księgi wieczystej jest oświadczenie właściciela nieruchomości obciążanej o ustanowieniu hipoteki złożone w formie aktu notarialnego (pod rygorem nieważności). Jeżeli ustanowienie hipoteki następuje na rzecz banku (tzw. hipoteka bankowa) lub SKOK-u, to wymogi prawne zostały złagodzone – wystarcza oświadczenie złożone w formie pisemnej pod rygorem nieważności.
Rygor formy nie dotyczy oświadczenia składanego przez drugą stronę (wierzyciela hipotecznego).

#### Hipoteka przymusowa
Podstawą wpisu do księgi wieczystej może być:
- postanowienie sądu o udzieleniu zabezpieczenia
- tytuł wykonawczy
- postanowienie prokuratora
- ostateczna decyzja administracyjna
- zarządzenie zabezpieczenia.

Hipoteka ta powstaje bez woli właściciela obciążanej nieruchomości.

### Przedmiot hipoteki
Hipoteka może obciążać nieruchomość, użytkowanie wieczyste, spółdzielcze prawo do lokalu, wierzytelność zabezpieczoną hipotecznie, w całości lub w części ułamkowej, stanowiącej udział współwłaściciela.

### Szczególne postacie hipoteki
- hipoteka łączna
Hipoteka, która obciąża kilka nieruchomości w ten sposób, że wierzyciel może żądać zaspokojenia się z dowolnej nieruchomości spośród obciążonych, wedle własnego wyboru. Celem hipoteki łącznej jest ułatwienie i obniżenie kosztów ustanawiania zabezpieczenia pojedynczej wierzytelności na większej liczbie nieruchomości należących do jednej bądź większej ilości osób. Dzięki szerokiemu uprzywilejowaniu interesów wierzyciela, ten rodzaj hipoteki umożliwia uzyskanie zabezpieczenia rzeczowego o wartości wielokrotnie przekraczającej wartość zabezpieczonej wierzytelności. Hipoteka łączna może być jednocześnie hipoteką kaucyjną bądź przymusową – po spełnieniu wymagań przewidzianych dla tych odmian hipoteki. Należy jednak zaznaczyć, że hipoteka łączna przymusowa może zostać ustanowiona wyłącznie na nieruchomościach, których właściciele są współdłużnikami solidarnymi albo jeśli są one już obciążone inną hipoteką łączną. Hipoteka łączna może powstać również na skutek podziału wcześniej obciążonej nieruchomości. Obciąża wówczas wszystkie nowo powstałe nieruchomości.

- hipoteka kaucyjna
Hipoteka, która zabezpiecza wierzytelności o wysokości nieustalonej, zarówno istniejące, jak i dopiero mogące powstać w przyszłości. Dla takich hipotek oznacza się sumę pieniężną, do wysokości której wierzyciel hipoteczny może domagać się zaspokojenia z obciążonej nieruchomości. Począwszy od dnia 23 lutego 2011 r., nie można ustanowić hipoteki kaucyjnej, co nie zmienia faktu, że hipoteki kaucyjne ustanowione przed tą datą dalej będą widniały w działach IV Ksiąg wieczystych do czasu ich wykreślenia. Obecnie nie ma wymogu, aby hipoteka zabezpieczała jedną, ściśle określoną, rzeczywiście istniejącą wierzytelność, od którego to wymogu hipoteka kaucyjna stanowiła wyjątek. Z tego powodu przepisy regulujące hipotekę kaucyjną zostały uchylone jako zbędne.
- odwrócona hipoteka (ang. reverse mortgage, lifetime mortgage, equity release)
Transakcja lub umowa zawierana pomiędzy osobą fizyczną a (najczęściej) instytucją finansową umożliwiająca uwolnienie zamrożonego w nieruchomości kapitału. Z tego rozwiązania skorzystać mogą przede wszystkim osoby w podeszłym wieku w celu uzyskania źródła dodatkowego, obok emerytury, dochodu[4]. Suma, jaką da się wynegocjować (poza wartością nieruchomości), zależy od płci i wieku właściciela, a także czasem od stanu jego zdrowia. Najczęściej podaje się tutaj przedział od 70% do nawet jedynie 30% jej wartości nieruchomości[5]. Im krótszy spodziewany czas dożycia, tym lepsze warunki można uzyskać. Pod uwagę brane są też szacunki co do kosztu kredytu w przyszłości i spodziewanej przyszłej wartości nieruchomości.

Różny bywa stopień i sposób uwolnienia zamrożonego kapitału.
1. hipoteka dożywotnia (ang. Lifetime mortgage) – bank pod hipotekę udziela dożywotniego kredytu. Odsetki są bądź z góry dyskontowane, bądź sukcesywnie naliczane powiększają zadłużenie. Kapitał może być zainwestowany np. w obligacje, fundusz powierniczy itp. i przynosić właścicielowi stały dochód, a jednocześnie być ewentualnym dodatkowym zabezpieczeniem kredytu. Po śmierci właściciela nieruchomość jest sprzedawana, a uzyskana kwota reguluje zobowiązanie. Jeśli po spłacie kredytu pozostaną wolne środki, przekazywane są spadkobiercom.
2. przeniesienie własności (ang. Home reversion) – polega na przekazaniu, w zamian za jednorazową wypłatę bądź za dożywotnią rentę albo za oba te świadczenia, praw własności do całości bądź części nieruchomości z jednoczesnym udzieleniem dotychczasowemu właścicielowi dożywotniej (zwykle bezpłatnej) dzierżawy. Takie rozwiązanie jest nieco podobne do umowy o dożywocie.

### Wygaśnięcie hipoteki
Hipoteka co do zasady wygasa z chwilą wygaśnięcia zabezpieczonej wierzytelności, chyba że z danego stosunku prawnego mogą powstać w przyszłości kolejne wierzytelności podlegające zabezpieczeniu.
Jeżeli wierzytelność jest wymagalna, a wierzyciel dopuszcza się zwłoki lub jego zaspokojenie napotyka trudności, hipoteka wygasa, jeśli właściciel nieruchomości złoży zabezpieczoną kwotę do depozytu sądowego, zrzekając się jednocześnie uprawnienia do odebrania jej z powrotem. Do wniosku o wykreślenie takiej hipoteki z księgi wieczystej należy dołączyć prawomocne postanowienie sądu o zezwoleniu na złożenie kwoty do depozytu, dowód wpłaty kwoty do depozytu oraz oświadczenie o zrzeczeniu się uprawnienia do jej odebrania. W razie wykreślenia hipoteki z księgi wieczystej bez podstawy prawnej (np. omyłkowego), hipoteka wygasa po upływie 10 lat. Taką wygasłą hipotekę wykreśla zazwyczaj sąd, jednak istnieje możliwość przyspieszenia procederu przez byłego dłużnika. Musi on udać się do wierzyciela i poprosić o pisemne oświadczenie, że zobowiązania zostały spłacone, a następnie razem z prośbą o wykreślenie hipoteki, przekazać ten dokument do sądu. Z usługi takiej korzystają często osoby, które chcą sprzedać nieruchomość, na której nie ciąży już żaden dług.

### Zaspokojenie wierzyciela hipotecznego z nieruchomości
W przypadku, gdy dłużnik nie wykonał swojego zobowiązania, zaspokojenie wierzyciela hipotecznego następuje w drodze sądowego postępowania egzekucyjnego. Zatem wierzyciel hipoteczny nie może sam sprzedać lub przejąć nieruchomości obciążonej hipoteką. W celu uzyskania swojej należności wierzyciel musi złożyć wniosek o wszczęcie egzekucji wraz z tytułem wykonawczym do komornika. Podstawowym sposobem uzyskania tytułu wykonawczego jest wniesienie do sądu pozwu przeciwko właścicielowi nieruchomości. Prawomocny wyrok sądu będzie stanowił tytuł egzekucyjny, który sąd na wniosek wierzyciela zaopatrzy w klauzulę wykonalności, tworząc tytuł wykonawczy.